# Церковь Покрова Пресвятой Богородицы (Узляны)
Церковь Святой Троицы — бывшая церковь в Узлянах Пухавичского района Минской области.

## История
"Описания церквей и приходов Минской епархии", 1879 г.: В конце XVII в. в деревне Приходская церковь во имя Пресвятой Богородицы была построена в Поляне епископом Виленским князем Яковом Масальским, а в 1839 году перестроена помещиками Стренковскими. «Историко-статистическое описание Минской губернии», СПб., 1864 г.): «Оклад казенный 236 р., земли около 59 десятин, прихожан мужского пола 523, прихожан женского пола 626 душ. К ней относится Козьмо-Демьянская часовня в деревне Озеричин. Неизвестно, когда и кем он был построен, но в 1813 году. перестроен помещиком Климонтовичем и прихожанами».
В конце XIX в. церковь совсем обветшало и было решено построить новую. В конце декабря 1898 года новая церковь села Поляны во имя Покрова (Покрова) Пресвятой Богородицы была построена и освещена при участии местного священника Павла Васюковича. Церковь действовала до середины 60-х гг. XX в.

## Архитектура
"Описания церквей и приходов Минской епархии", 1879 г.: Внутреннее пространство около 25 квадратных метров, пол кирпичный, потолок обшит досками, стены побелены, церковь не оборудована для отопления. Деревянный иконостас старого устройства, выкрашенный в синий цвет, состоит из 12 икон, расположенных в 2 яруса.